# The Beekeeper (film fra 2024)
The Beekeeper er en amerikansk actionthrillerfilm fra, der er instrueret af David Ayer og skrevet af Kurt Wimmer. Filmen har Jason Statham, Emmy Raver-Lampman, Josh Hutcherson, Bobby Naderi, Phylicia Rashad, Jemma Redgrave og Jeremy Irons på rollelisten.
Statham spiller den tidligere "Beekeeper"-agent Adam Clay, der vil hævne sin venlige udlejers selvmord, efter hun er blevet svindlet og franarret hele sin formue.
The Beekeeper blev udgivet i USA via Amazon MGM Studios under Metro-Goldwyn-Mayer d. 12 januar 2024. Den indspillede for $152,7 mio. på verdensplan mod et budget på $40 mio. Den modtog generelt positive anmeldelser.

## Medvirkende
- Jason Statham som Adam Clay
- Emmy Raver-Lampman som Special Agent Verona Parker
- Josh Hutcherson som Derek Danforth
- Bobby Naderi som Special Agent Matt Wiley
- Minnie Driver som Director Janet Harward
- David Witts som Mickey Garnett
- Michael Epp som Pettis
- Taylor James som Lazarus
- Jemma Redgrave som Prpsident Jessica Danforth
- Enzo Cilenti som Rico Anzalone
- Megan Le som Anisette
- Phylicia Rashad som Eloise Parker
- Don Gilet som Deputy Director Prigg
- Jeremy Irons som Wallace Westwyld

## Eksterne Henvisninger
- The Beekeeper på Internet Movie Database (engelsk)
- The Beekeeper i Svensk Filmdatabas (svensk)
- The Beekeeper på AlloCiné (fransk)
- The Beekeeper på AllMovie (engelsk)
- The Beekeeper på The Movie Database (engelsk)
- The Beekeeper på Rotten Tomatoes (engelsk)
- The Beekeeper på Metacritic (engelsk)
- The Beekeeper på Filmaffinity (engelsk)